# Dick Conroy
Dick Conroy (29 tháng 7 năm 1927 – 1991) là một cầu thủ bóng đá người Anh thi đấu ở Football League cho cả hai đội quê nhà – Bradford City và Bradford Park Avenue. Ông cũng thi đấu cho Swain House và Grantham Town.